# كيت ويب
كيت ويب (بالإنجليزية: Kate Webb) هي مراسلة عسكرية وصحفية نيوزيلندية، ولدت في 24 مارس 1943 في كرايستشرش في نيوزيلندا، وتوفيت في 13 مايو 2007 في سيدني في أستراليا بسبب سرطان القولون.